# Pteryx oraniensis
Pteryx oraniensis é uma espécie de insetos coleópteros polífagos pertencente à família Ptiliidae.
A autoridade científica da espécie é Normand, tendo sido descrita no ano de 1934.
Trata-se de uma espécie presente no território português.